# Marta Martínez Alonso
Marta Martínez Alonso (Madrid, 1966) és una matemàtica madrilenya. Des de 2020 és la directora general d'IBM Europa, Orient Mitjà i Àfrica. És llicenciada en Ciències Matemàtiques per la Universidad Complutense de Madrid i ha cursat el Programa d'Alta Direcció d'Empreses per l'IESE.
S'incorporà a IBM l'any 2003 com a executiva del sector de comunicacions per a Espanya i Portugal. L'any 2008 va estar assignada a la seu central d'IBM als Estats Units com a vicepresidenta de Vendes de Serveis d'Infraestructures a escala mundial. Des del 2006, va ser vicepresidenta de l'organització de Vendes d'IBM SPGI, on es va responsabilitzar de l'activitat comercial i la relació d'IBM amb els principals clients. Des 2013 al 2020, va ser presidenta d'IBM per Espanya, Portugal, Grècia i Israel. El 2020, fou anomenada directora general d'IBM Europa, Orient Mitjà i Àfrica (EMEA), substituint a Martin Jette.